# Stentjärnarna (Älvros socken, Härjedalen)
Stentjärnarna är en sjö i Härjedalens kommun i Härjedalen och ingår i Ljusnans huvudavrinningsområde.